# Accel World
Accel World (アクセル•ワールド lit. Mundo acelerado?) es una novela ligera de ciencia ficción japonesa creada por Reki Kawahara, posteriormente adaptada en dos series manga, las dos publicadas por ASCII Media Works en Dengeki Bunko Magazine. Posee una adaptación al anime producida por Sunrise, que comenzó el 6 de abril de 2012 y finalizó el 21 de septiembre del mismo año con 24 episodios dos ovas y 8 especiales. Además, dos videojuegos para PlayStation 3 y PlayStation Portable fueron lanzados. También tiene una película bajo el nombre de: Accel World: Infinite ∞Burst que cuenta con una historia original escrita por el autor de las novelas Reki Kawahara, la cual se estrenó el 23 de julio del 2016.

## Argumento
En el año 2046, Neuro-sincronización, un sistema de tecnología que permite a los humanos manipular sus cinco sentidos en un entorno de realidad aumentada, se ha generalizado de modo que la gente puede acceder a Internet y también entrar en mundos virtuales. Haruyuki "Haru" Arita es un chico bajito, gordo, que debido a la intimidación constante, tiene baja autoestima. Para escapar del tormento de la vida real, se registra en la red de la escuela del mundo virtual donde se juega a un juego llamado "Squash" él solo; obteniendo la puntuación más alta.
Un día Haru atrae la atención de la vicepresidenta del Consejo de Estudiantes Kuroyukihime que le ofrece "Brain Burst", un programa secreto que permite a una persona hacer que el tiempo se detenga en su entorno por "acelerar" sus ondas cerebrales en el mundo real. Desafortunadamente, hay un límite de cuántas veces una persona puede acelerarse debido a los Burst Points que se consumen en cada aceleración y la manera principal para conseguir más puntos es luchar y derrotar a otros usuarios de Brain Burst llamados Burst Linkers, en un mundo de realidad virtual masivo en línea del programa (MMORPG). Sin embargo, si un usuario pierde, algunos de sus puntos se perderán, si gana, el usuario gana más puntos. Si un usuario pierde todos sus puntos, el programa se desinstala y bloquea todos los intentos de re-instalación, por lo que elimina de forma permanente la capacidad del usuario para acelerarse.
Kuroyukihime quiere la ayuda de Haru, porque desea llegar a nivel 10 y conocer al creador del Brain Burst; para conocer su verdadero propósito. Pero para hacer eso, tiene que derrotar a otros seis usuarios de nivel 9. Aquellos que alcanzaron el nivel 9 se denominan "Los siete reyes de Color Puro", los líderes de las seis legiones más poderosas del mundo Accel World. Haru se compromete a ayudar a Kuroyukihime no solo para pagarle por su generosidad, también para superar sus debilidades.
Un dato interesante a tomar en cuenta es que esto sucede 24 años después de Sword Art Online, al ser del mismo autor, y por tener como referencia la mención del NerveGear, utilizado durante dicha serie como casco de entrada a una realidad virtual. Es en el capítulo 22 en donde se ve a Haruyuki investigando sobre como derrotar a un enemigo y como realiza las entradas a esa realidad sin tener encima ningún dispositivo para activar el Burst Brain.

## Personajes

### Nega Nebulous (Legión Negra)
Haruyuki Arita (有田 春雪 Arita Haruyuki?)
Avatar Brain Burst: Silver Crow (シルバー·クロウ?)
Avatar regular: Cerdito Rosa
Seiyū: Yūki Kaji
El protagonista masculino principal. También conocido como Haru por sus amigos cercanos, es un chico de baja estatura y obeso, con una pobre autoestima hasta que conoce a Kuroyukihime. Su avatar en Brain Burst es Silver Crow. Aunque suele ser inteligente y cuidadoso cuando se trata de la vida cotidiana, Haru tiende a ser imprudente, cuando protege a Kuroyukihime. La ve como su mentora, su amiga y su amante al mismo tiempo, lo que le ha concedido el máximo respeto y lealtad hacia ella y su ejército. Su avatar en la red no acelerada es un pequeño cerdo rosado que se vio obligado a usar cuando Araya, el matón del instituto, le quitó el avatar con aspecto de caballero negro que había diseñado él mismo y lo obligó a usar ese. Su cumpleaños es el 23 de abril de 2033 (revelado en el episodio 9).
En el mundo acelerado, Silver Crow es su avatar, siendo su complexión extremadamente delgada y atlética, aunque está totalmente desprovisto de armas adicionales, lo que obliga a Haru a luchar contra sus enemigos con las manos desnudas. Silver Crow es el primer avatar con la capacidad de volar, por el surgimiento de alas en su espalda cuando su habilidad especial se activa, gracias a estas alas es que a pesar de que todos sus ataques son de naturaleza básica causan gran daño gracias a la aceleración que obtiene y las grandes alturas desde donde puede embestir.
Kuroyukihime (黒雪姫?)
Avatar Brain Burst: Black Lotus (ブラック・ロータス?)
Avatar regular: Hada negra
Seiyū: Sachika Misawa
Es la protagonista femenina principal; su nombre real "aún no ha sido revelado por completo" ya que en la ova (cap 25) Arita iba a decir su nombre pero para y le dice Senpai solo pronunciando "Sa...". Hermosa y popular, es la vicepresidenta del Consejo de Estudiantes en Umesato Junior High School.
Su avatar en Brain Burst es Black Lotus. Era una Burst Linker desde hace 7 años. Ella misma era antes el Rey Negro, aunque fue expulsada a la clandestinidad después de matar al Rey Rojo anterior, mientras que trata de derrotar a todos los otros reyes para alcanzar el nivel 10.
Valora a Haru como algo más que un subordinado y es a menudo la voz de la razón cuando él está dispuesto a cualquier cosa para protegerla. Antes de su hospitalización, confiesa a Haru que está enamorada de él. Nació el 30 de septiembre de 2032 (revelado en el episodio 9).
Chiyuri Kurashima (仓嶋千百合 Kurashima Chiyuri?)
Avatar Brain Burst: Lime Bell (ライム·ベル?)
Avatar regular: Chica gato
Seiyū: Aki Toyosaki
Amiga de la infancia de Haru y Takumu. Aunque ella está saliendo con Takumu, dio a entender que aceptó salir con él, para que no existiera rivalidad entre sus 2 amigos, al ser este el primero en confesarse enamorado, ella también se preocupa mucho por Haru, parece que tiene sentimientos hacia él, sentimientos que a lo largo del transcurso de la historia se hacen más evidentes como, por ejemplo, al ponerse celosa cuando una chica está con Haru, en especial Kuroyukihime. Su avatar en Brain Burst es Lime Bell. Después que Takumu y Haru decidieron ser claros con ella y decirle sobre el mundo acelerado, les exige el programa por sí misma. Kuroyukihime se pregunta si ella es mentalmente lo suficientemente fuerte como para instalar Brain Burst, pero el grupo finalmente la acepta.
Lime Bell es un avatar con la habilidad para recuperar el estado a unos segundos antes; al comienzo se creía que era curar, siendo que el primer avatar sanador era uno de los reyes actuales y el segundo avatar sanador desinstala el Brain Burst debido a que los sanadores son codiciados y disputados en el Accel World.
Takumu Mayuzumi (黛拓武 Mayuzumi Takumu?)
Avatar Brain Burst: Cyan Pile (シアン·パイル?)
Avatar regular: Hombre de Hojalata
Seiyū: Shintarō Asanuma
Amigo de la infancia de Haru y novio de Chiyuri. Ser inteligente y atlético, que asiste a una escuela de prestigio. Es el amigo de infancia de Haru y Chiyuri y también novio de esta última. Es la persona que más ha admirado Haru desde pequeño ya que lo ve como la imagen ideal a la que él nunca ha podido aspirar, por ello guarda especial cuidado que no se entere de que es maltratado ya que no desea ser objeto de su pena o lástima.
Su avatar en Brain Burst es Cyan Pile y hace uso de los reflejos mejorados que obtuvo en el Mundo Acelerado y tener una ventaja en los torneos de kendo que asiste en la vida real, razón por la cual su progenitor le entregó el programa ya que deseaba ventaja para el equipo en los torneos. Poco después que Haru se convierte en Silver Crow descubren no solo que es un integrante de la legión azul que acosa a Kuroyukihime intentando derrotarla a traición, sino que también ha hackeado a Chiyuri para vigilarla y espiarlos; esto en parte porque al ser descubierto por su legión que usaba su Burst para ganar torneos cae en desgracia por lo que intenta deshacerse de Black Lotus para mejorar la opinión de su rey y también para vengarse de Haru, de quien siempre ha estado celoso ya que irónicamente lo ve como alguien que posee todo lo que él siempre ha deseado, especialmente el cariño y preocupación que Chiyuri, su amiga y novia demuestra hacia Haru, viendo en él un estorbo para su relación, ya que descubrió que el afecto que Chiyuri le tiene a su amigo haru, es más grande que el afecto hacia él.
Después que Kuroyukihime es hospitalizada, Takumu intenta asesinarla, hasta que es detenido por Haru y decide abandonar la legión azul unirse a Nega Nebulous. Es admirado por Haru debido a su conocimiento avanzado del mundo acelerado. Tras unirse a la legión negra se traslada a Umesato Junior High School. Nació el 2 de abril de 2033 (revelado en el episodio 9).
Fuuko Kurasaki (倉崎 楓子 Kurasaki Fūko?)
Avatar Brain Burst: Sky Raker (スカイ・ レイカー?)
Seiyū: Aya Endō
Una Burst Linker "en reposo". Es la vicecomandante del Nega Nebulous. Sky Raker es la "progenitora" de Ash Roller (a quien Sky Raiker le mostró Brain Burst) es la única persona en Accel World a la que se le debe mostrar respeto. Antes de la existencia de Silver Crow era conocida como "la persona más cercana a volar en Accel World", obteniendo sobrenombres como "Astro", "ICBM" e "Icarus". Se obsesionó con el deseo de volar y por eso ha sido abandonada por la mayoría de sus amigos y de su "progenitor". Al final obtiene la ayuda de su única amiga "Black Lotus" para alcanzar el nivel 8. Después de haber utilizado una serie de habilidades de alto nivel para tratar de ser capaz de volar, le pide a Black Lotus que le corte las piernas de su avatar para reducir el peso y fortalecer su voluntad.
"Silver Crow" se presenta a ella en Unlimited Field para que le enseñe a usar Incarnate System y así poder volar sin sus alas. Después de reunirse con ella en el mundo real, Haru se da cuenta de que tiene prótesis de piernas mecánicas. Sky Raker más tarde entra de nuevo en Nega Nebulus.
Su avatar en Brain Burst se parece a un robot plateado azul, con piernas amputadas hasta las rodillas y una silla de ruedas que se mueve a través del Incarnate System. Sky Raker es una de los pocos avatares en Burst Brain con ropa, en su caso, un sombrero y un vestido de verano. Ella tiene un armamento avanzado llamado Thruster Gale, un jet pack que, si bien no garantizan la habilidad de volar, le permite saltar a distancias increíbles y moverse en el aire. Le presta su Thruster Gale a Haru para ayudarle a recuperar las alas del Silver Crow.

### Prominence (Legión Roja)
Yuniko Kōzuki (上月 由仁子 Kōzuki Yuniko?)
Avatar Brain Burst: Scarlet Rain (スカーレット・レイン?)
Seiyū: Rina Hidaka
Ella es una estudiante de 5° año de primaria. Intentó disfrazarse de Tomoko Saito (サイトウトモコ Saito Tomoko?), prima segunda de Haruyuki, con el fin de enjaular de él dentro de su casa, pero fracasó. Ella nació el 7 de diciembre de 2035 (revelado en el episodio 9).
Su avatar de Burst Link es Scarlet Rain. Ella es el segundo Rey Rojo, después que Red Rider, el primer Rey Rojo, fuera derrotado por Kuroyukihime. Su apodo 'La Fortaleza Inmovible' es gracias a su estilo de lucha que implica estar a bordo de un robot gigante con una poderosa artillería de largo alcance que le permite derrotar a las legiones de enemigos mientras está de pie en el mismo lugar.

### Grupo de Investigación sobre Aceleraciones
Seiji Noumi (能美 征二 Nōmi Seiji?)
Avatar Brain Burst: Dusk Taker (ダスク・ テイカー?)
Seiyū: Sanae Kobayashi
Un estudiante de primer año de la Escuela Media de Umesato, un Burst Linker (aunque odia la palabra) y un miembro del club de kendo que abusa del comando Physical Burst para hacer trampa. Noumi cree que es superior a los demás y está tan disgustado que si toca a los que considera "inferior" se limpia las manos con un pañuelo; a pesar de la pretenciosa percepción que posee de sí mismo, no es capaz de llevar a cabo tareas cotidianas como estudiar o deportes sin utilizar Burst points, esto tiene como consecuencia que consume muy rápido sus puntos y por ello se dedica a abusar de otros jugadores extorsionándolos y haciendo que le entreguen una cuota semanalmente de puntos.
Noumi chantajea a Haruyuki y Chiyuri y roba las alas de Silver Crow en un intento de obligarlos a convertirse en sus "mascotas". Al final se deja engañar por Chiyuri, temporalmente ella une fuerzas con él solo para subir de nivel lo suficiente como para perfeccionar sus habilidades y traer de vuelta las alas a Silver Crow. Noumi pierde la batalla a muerte contra Silver Crow e instantáneamente su Brain Burst es desinstalado a la fuerza, lo que borra todos sus recuerdos del programa. Gracias a ello Kuroyukihime teoriza que si un Burst Linker experimentando desinstala el programa se pierden todos los recuerdos que haya tenido, lo que causa que el programa se mantenga en secreto.
El avatar de Noumi en Brain Burst, llamado "Dusk Taker", aparece como un humanoide negro sin distintivo, con un cristal rojo ovalado por cara. Su avatar fue creado por su voluntad de recuperar todas las cosas que su hermano mayor le había robado. Aunque carece de habilidades de combate significativas, Dusk Taker tiene una habilidad conocida como "Comando demoníaco", el poder de robar cualquier movimiento especial, así como refuerzos externos u otras habilidades de los Burst Linkers. Esta facultad no tiene un límite de tiempo, así que Dusk Taker puede tener hasta tres habilidades robadas a su gusto. La habilidad que posee Dusk Taker hace que la habilidad que robe de un Burst Linker no pueda ser usada por éste. Con esta capacidad, fue capaz de incluir partes del cuerpo y otras armas de Burst Linkers en su avatar, como una gran arma con forma de pinza en lugar del brazo derecho y una serie de tentáculos rojos en el brazo izquierdo. Dusk Taker también puede utilizar el Incarnate System para crear unas garras hechas de energía púrpura.
Rust Jigsaw (ラスト・ジグソー?)
Seiyū: Satoshi Hino
Un Burst Linker de nivel 6 que usa trampas de posicionamiento para repeler daños de otros avatares y eliminarlos con ataques de largo alcance. Utiliza el Incarnate System para oxidar y corroer sus objetivos. Como Dusk Taker, su nombre no aparece en la "matching list" (lista de desafíos) debido a un chip implantado en su cerebro, actualmente prohibido.
Sulfur Pot (サルファ・ポット?)
Seiyū: Nobuyuki Hiyama
Un Burst Linker que se infiltra a Okinawa desde Tokio con una backdoor. Sulfur Pot tiene la capacidad para domar a los enemigos con su equipo externo llamado Riendas místicas, que posteriormente se pierden cuando es derrotado. El objeto cae en las manos de Black Lotus, un regalo del Burst Linker de Okinawa. Como Dusk Taker, su nombre no aparece en la "matching list" (lista de desafíos).

### Otros
Megumi Wakamiya (若宫恵?)
Seiyū: Haruka Tomatsu
Una estudiante de Umesato Junior High School y mejor amiga de Kuroyukihime. Ella es la secretaria del consejo estudiantil. Era una Burst Linker, pero después que el programa se desinstalara a la fuerza, ella ya no tiene recuerdos del Accel World.
Aqua Current (アクア·カレント?)
Seiyū: Kana Ueda
Una Burst Linker que trabaja como guardaespaldas de los jugadores de nivel 2 o menos. Inicialmente, el sexo de su personaje es desconocido. Después que Haru hace conexión directa con ella, tanto él como los clientes en el comedor de donde estaban reunidos la distinguen como una mujer. Su avatar en Burst Link es Aqua Current. Tiene propiedades del agua pura, así como una buena cantidad de habilidad y la experiencia confirma su trayectoria de ayudar a los jugadores al borde del abismo ya que no solo es precisa y discreta, sino que además ella tuvo la menor cantidad de daños en el duelo junto a Silver Crow, ella misma demuestra un formidable combate en el proceso. Su paradero después de la batalla es desconocido, su identidad en el mundo real también después de borrarse de forma selectiva a sí misma de la memoria de Haru con una función de su avatar de Burst Link.

## Terminología

### Direct Link
Este comando puede usarlo cualquiera con un Neuro-Linker para entrar en una red local del mundo virtual no acelerado. A partir de ahí, el usuario puede encontrarse con los amigos, jugar juegos y ejecutar simulaciones. "Direct Linking" también se refiere a cuando dos o más personas físicamente conectan sus Neuro-Linkers a través de un cable, dando a cada uno acceso a sus archivos personales, pensamientos y recuerdos. Esta acción se considera un tabú social si se hace en público, solo es usado con aquellos con un cierto nivel de intimidad (como los novios).

### Burst Linker
Un nombre que se da a los jugadores en Brain Burst. Para convertirse en un Burst Linker, la persona debe tener un Neuro-Linker instalado desde su nacimiento e instalar correctamente Brain Burst en él. Tras una instalación correcta, el jugador recibe 100 Burst Points y un avatar con su aspecto y habilidades que refleja la personalidad del jugador. Un Burst Linker comienza en el nivel 1 y puede aumentar su nivel gastando sus Burts Points obtenidos derrotando otros jugadores o a los monstruos en el Unlimited Field. Un jugador de nivel 9 solo puede alcanzar el nivel 10 al derrotar a otros nivel 9 cinco veces en combate. Hasta el momento ningún jugador ha alcanzado el nivel 10 y hay mucha especulación sobre lo que sucedería si un jugador finalmente se las arregla para hacerlo.

### Burst Point
Estos son puntos necesarios para utilizar los comandos de aceleración Brain Burst. Después de la instalación exitosa de Brain Burst, el jugador recibe 100 puntos. Cada victoria ante un rival del mismo nivel otorga 10 puntos, mientras que cada pérdida quita 10 puntos. Cuanto mayor sea el nivel de su oponente derrotado, más puntos se ganan. La única excepción es durante un duelo entre jugadores de nivel 9, donde el ganador se lleva todos los puntos del perdedor. La única manera de ganar Burst Points es ganar duelos con otros Burst Linkers o luchar contra los "enemigos" en el Unlimited Field. Los Burst Points también pueden ser invertidos para obtener artículos especiales en la "Tienda" o avanzar al siguiente nivel. Si un jugador pierde todos sus Burst Points, Brain Burst es rápida y permanentemente desinstalado, borrando también todos los recuerdos del usuario relacionados con el Accel World.

### Burst Link
Este es el comando de aceleración normal. Se puede usar inmediatamente después de la instalación de Brain Burst. Consume un Burst Point para permitir que los pensamientos se aceleren en 1000 veces más de lo normal. Su duración es de un máximo de 1,8 segundos en el mundo real, equivale a 1800 segundos (o 30 minutos) de aceleración. Puede ser detenido antes de tiempo con el comando "Burst Out". Cuando se acelera, el avatar por defecto del usuario es expulsado del cuerpo. Los objetos en el mundo real, incluyendo el cuerpo del Burst Linker, no pueden moverse, aunque es posible buscar duelos con otros Burst Linkers o revisar la lista de usuarios.

### Unlimited Burst
Este es el comando para entrar en el Unlimited Field, solo disponible para los jugadores cuyo nivel es de 4 o superior. Consume 10 Burst Points para usar el comando.

### Unlimited Field
También conocido como el Unlimited Neutral Field, este es el entorno de un Burst Linker cuando usa el comando Burst Unlimited. Mientras que aquí, Burst Linker no se ve obligado a luchar contra un solo oponente con un límite de tiempo, pero es esencialmente libre de luchar siempre que les plazca. Aunque tienen la libertad de elegir si pelear o no, los Burst Linkers que sí participan sienten el doble de dolor cuando reciben daño. El Unlimited Field también es habitado por monstruos NPC poderosos que se conocen solo como "enemigos". A diferencia de las etapas normales, el Unlimited Field se extiende hasta el infinito. Se producen cambios en el entorno después de un tiempo determinado, cambiando entre distintos “temas”. Los Reyes efectúan guerras constantes con su legión a fin de ganar más territorio. Los Burst Linkers no pueden salir siendo derrotados en la batalla (que simplemente volverán a reaparecer después de una hora) o utilizando el comando Burst Out. En su lugar, deben encontrar puntos de salto repartidos por todo el entorno. De acuerdo con Haru, si uno fuera a pasar un día completo del mundo real allí dentro, en el Unlimited Field equivaldría a casi tres años. Cuando se acelera en el Unlimited Field, el cuerpo del Burst Linker permanece dormido en el mundo real.

### Physical Burst
Este comando permite que un Burst Linker acelere su mente 10 veces más durante 3 segundos en el mundo real, igualando 30 segundos de aceleración. Todo se mueve a velocidad normal durante este tiempo. Consume 5 Burst Points.

### Physical Full Burst
Este comando permite acelerar la mente y el cuerpo 100 veces más, solo puede ser utilizado por Burst Linkers de nivel 9. Consume el 99% de los Burst Points actuales. Este comando también causa daño físico extremo para el usuario.

### Judgement Blow
Una habilidad dada a los Maestros de Legión, que les permite desinstalar a fuerza el Brain Burst de un miembro de su legión. Sin embargo, solo se puede utilizar a una distancia cercana.

### Incarnate System
Una técnica que permite a un Burst Linker alcanzar habilidades especiales más allá de las capacidades de base de su avatar “sobrescribiendo” ligeramente las propiedades del medio ambiente del Accel World a través de la voluntad mental. Es una característica especial conocida solo por unos pocos Burst Linkers (incluyendo los Maestros de Legión). El Incarnate System se puede usar en cualquier momento, independientemente del indicador de habilidad especial, y se dividen en cuatro categorías: los ataques a distancia, los ataques cuerpo a cuerpo, incremento de velocidad y defensa mejorada. Los tipos de Incarnate System de un Burst Linker pueden obtenerse dependiendo de las propiedades de su avatar, que son determinados por los “traumas mentales” que posee. Esta técnica se mantuvo en secreto entre Maestros de Legión, ya que eventualmente puede hacer que el Burst Linker pierda su sentido de sí mismo y, finalmente, lo conduzca al nacimiento del Chrome Disaster.

### Enemy
Los Enemigos o Enemy son un grupo de Monstruos controlados por el ordenador del servidor (son NPC) generados al azar en el Unlimited Neutral Field. Conceden 10 Burst Points a los Burst Linkers que los derrotan. Son la única manera de conseguir puntos para muchos jugadores miembros de una legión debido al tratado de no agresión declarado por Los Seis Reyes de Color Puro. Son tipo bestia. Existen enemies "especiales" que son más fuertes que el promedio.

## Episodios
Los primeros dos episodios del anime pre-salieron al aire en Nico Nico Douga y oficialmente salió al aire el 6 de abril de 2012 en Japón en Tokyo MX y TV Saitama. La serie está licenciada en América del Norte por Viz Media y la difusión simultánea en el mismo día de su emisión japonesa en Hulu. De los episodios 1 al 13, el opening es "Chase the World" por May'n y el ending es "unfinished" por KOTOKO con FripSide, mientras que de los episodios 14 en adelante el opening es "Burst the Gravity" por Altima y el ending es "Unite" por Sachika Misawa. Entregó una película en 2016 "Accel World: Infinite Burst"
| N.º | Título                                                            | Estreno                  |
| --- | ----------------------------------------------------------------- | ------------------------ |
| 1   | «Acceleración» «Kasoku» (加速) Hispanoamérica: «Aceleración»      | 6 de abril de 2012       |
| 2   | «Transformation» «Hen'i» (変移) Hispanoamérica: «Transformación»  | 13 de abril de 2012      |
| 3   | «Investigation» «Chōsa» (探索) Hispanoamérica: «Investigación»    | 20 de abril de 2012      |
| 4   | «Declaration» «Sengen» (告白) Hispanoamérica: «Declaración»       | 27 de abril de 2012      |
| 5   | «Aviation» «Hishō» (飛翔) Hispanoamérica: «Aviación»              | 4 de mayo de 2012        |
| 6   | «Retribution» «Ōhō» (応報) Hispanoamérica: «Retribución»          | 11 de mayo de 2012       |
| 7   | «Restoration» «Shūfuku» (修復) Hispanoamérica: «Restauración»     | 18 de mayo de 2012       |
| 8   | «Temptation» «Yūwaku» (誘惑) Hispanoamérica: «Tentación»          | 25 de mayo de 2012       |
| 9   | «Escalation» «Gekika» (激化) Hispanoamérica: «Ascenso»            | 1 de junio de 2012       |
| 10  | «Activation» «Shutsugeki» (出撃) Hispanoamérica: «Activación»     | 8 de junio de 2012       |
| 11  | «Obligation» «Shukumei» (宿命) Hispanoamérica: «Obligación»       | 15 de junio de 2012      |
| 12  | «Absolution» «Yōsha» (容赦) Hispanoamérica: «Absolución»          | 30 de junio de 2012      |
| 13  | «Violation» «Shinnyū» (侵入) Hispanoamérica: «Violación»          | 7 de julio de 2012       |
| 14  | «Arrestation» «Sakuryaku» (策略) Hispanoamérica: «Arresto»        | 14 de julio de 2012      |
| 15  | «Destruction» «Hōkai» (崩壊) Hispanoamérica: «Destrucción»        | 21 de julio de 2012      |
| 16  | «Imagination» «Omokage» (面影) Hispanoamérica: «Imaginación»      | 28 de julio de 2012      |
| 17  | «Fragmentation» «Bunretsu» (分裂) Hispanoamérica: «Fragmentación» | 4 de agosto de 2012      |
| 18  | «Invitation» «Chōsen» (挑戦) Hispanoamérica: «Invitación»         | 11 de agosto de 2012     |
| 19  | «Revolution» «Hensen» (変遷) Hispanoamérica: «Revolución»         | 18 de agosto de 2012     |
| 20  | «Domination» «Shihai» (支配) Hispanoamérica: «Dominación»         | 25 de agosto de 2012     |
| 21  | «Insurrection» «Hangyaku» (反逆) Hispanoamérica: «Insurrección»   | 1 de septiembre de 2012  |
| 22  | «Determination» «Ketsui» (決意) Hispanoamérica: «Determinación»   | 8 de septiembre de 2012  |
| 23  | «Consolidation» «Renketsu» (連結) Hispanoamérica: «Consolidación» | 15 de septiembre de 2012 |
| 24  | «Reincarnation» «Saisei» (再生) Hispanoamérica: «Reencarnación»   | 22 de septiembre de 2012 |

## Ovas
Los siguientes episodios de animación están incluidos en los videojuegos Accel World: Ginyoku no Kakusei y Accel World: Kasoku no Choten, publicados por Namco Bandai Games. Las versiones para PlayStation 3 de los juegos cuentan con el episodio en formato Blu-ray, mientras que las versiones de PlayStation Portable incluyen el episodio en DVD.
| # | Título                                                          | Estreno                  |
| - | --------------------------------------------------------------- | ------------------------ |
| 1 | «Reverberation» «Zankyō» (残響) Hispanoamérica: «Reverberación» | 13 de septiembre de 2012 |
| 2 | «Vacation» «Onsen» (温泉) Hispanoamérica: «Vacación»            | 31 de enero de 2013      |

## Acchel World
Acchel World es un spin-off del anime Accel World, basados en un manga de comedia Gag de 4-komas, incluidos como extras en los releases de Blue-rays y DVD de la serie. Estos especiales en total son ocho y los personajes aparecen en una forma chibi además de tener relatos graciosos cuyo enfoque es entretener y no son canónicos del anime como tal. Los personajes aparecen en su forma de avatar de red un poco modificados o en su forma normal también un poco modificados. Cada episodio tiene una duración de aproximadamente 3 minutos.